# Подлесе (Кольський повіт)
Подлесе (пол. Podlesie) — село в Польщі, у гміні Коло Кольського повіту Великопольського воєводства.
Населення — 85 осіб (2011).
У 1975-1998 роках село належало до Конінського воєводства.

## Демографія
Демографічна структура станом на 31 березня 2011 року:
|          | Загалом | Допрацездатний вік | Працездатний вік | Постпрацездатний вік |
| -------- | ------- | ------------------ | ---------------- | -------------------- |
| Чоловіки | 42      | 9                  | 29               | 4                    |
| Жінки    | 43      | 11                 | 24               | 8                    |
| Разом    | 85      | 20                 | 53               | 12                   |